# Emilio Recoba
Emilio Recoba (Montevideo, 1904. november 3. – 1992. november 12.) világbajnok uruguayi válogatott labdarúgó.
Az uruguayi válogatott tagjaként részt vett az 1930-as világbajnokságon és az 1926-os Dél-amerikai bajnokságon.

## Sikerei, díjai
Uruguay
- Világbajnok (1): 1930
- Dél-amerikai bajnok (1): 1926

## Külső hivatkozások
- Statisztika az RSSSF.com honlapján
- Világbajnok keretek az RSSSF.com honlapján
- Emilio Recoba a fifa.com honlapján Archiválva 2015. február 1-ji dátummal az Archive.is-en